# S/2000 J 11
S/2000 J 11 je Jupitrov naravni satelit. Spada med Jupitrove nepravilne lune s progradnim gibanjem. Je članica Himalijine skupine Jupitrovih lun.
Luno S/2000 J 11 je leta 2000 odkrila skupina astronomov, ki jo je vodil Scott S. Sheppard . Nima še uradnega imena, po dogovoru dobijo Jupitrove lune ženska imena iz grše mitologije.
Luna S/2000 J 11 obkroži Jupiter v približno 287 dneh po tirnici, ki je zelo nagnjena (28 °) na ravnino Jupitrovega ekvatorja. Njena gostota je velika (2,6 g/cm3), kar kaže da je sestavljena iz kamnin. Površina lune je precej temna, albedo je 0,04.
Njen navidezni sij je 22,4m.